# Matthias Groß
Matthias Groß (* 29. März 1969 in Nastätten) ist ein deutscher Soziologe. Er ist Professor für Umweltsoziologie an der Friedrich-Schiller-Universität Jena in gemeinsamer Berufung mit dem Helmholtz-Zentrum für Umweltforschung – UFZ.

## Biographie
Nach dem Abitur am Staatlich Neusprachlichen (heute Marion-Dönhoff-) Gymnasium in Lahnstein leistete Groß seinen Zivildienst am Universitätsklinikum Bonn und begann an der Universität Bonn ein Studium der Philosophie. Nach Arbeit in Umweltschutzprojekten in Australien studierte Groß von 1992 bis 1998 Soziologie in Bielefeld, 1995–96 auch in Arcata (Kalifornien). Zwischen 1999 und 2002 war er DFG-Stipendiat im Graduiertenkolleg „Genese, Strukturen und Folgen von Wissenschaft und Technik“ des Instituts für Wissenschafts- und Technikforschung (IWT) der Universität Bielefeld, wo er 2001 bei Wolfgang Krohn promovierte. Von 2002 bis 2005 Ko-Leitung des Nachwuchsgruppenprojekts „Realexperimente“ der Volkswagenstiftung am Bielefelder IWT. Zwischen 2005 und 2013 war er wissenschaftlicher Mitarbeiter am Helmholtz-Zentrum für Umweltforschung – UFZ in Leipzig, seit 2008 Stellvertreter und seit 2014 Leiter des Departments Stadt- und Umweltsoziologie am UFZ. 2008 habilitierte Groß sich im Fach Soziologie an der Martin-Luther-Universität Halle (Umhabilitation). Forschungsaufenthalte und Gastprofessuren führten ihn u. a. an die University of Wisconsin–Madison, USA, die Loyola University Chicago und die MLU Halle. Seit 2013 ist er Professor für Umweltsoziologie am Institut für Soziologie der Friedrich-Schiller-Universität Jena.
Seine soziologischen Schwerpunkte sind die Kultur- und Umweltsoziologie, Historische Soziologie sowie die Wissenschafts- und Technikforschung. Zu seinen aktuellen Forschungsthemen gehören realexperimentelle Prozesse in Wissenschaft und Gesellschaft, das Verhältnis zwischen kalkulierbarem Risiko und Nichtwissen, Technikentwicklung im Anwendungskontext sowie die Rolle der Zivilgesellschaft in der Etablierung erneuerbarer Energiesysteme. 2013 gewann er den Sage Prize for Innovation and Excellence in Cultural Sociology der British Sociological Association und im Juli 2018 den Frederick H. Buttel Preis des Research Committee Environment & Society (RC24) der International Sociological Association (ISA). Er ist Mitbegründer und Herausgeber der interdisziplinären Zeitschrift Nature + Culture.

## Schriften (Auswahl)
- The Oxford Handbook of Energy and Society. Oxford, UK: Oxford University Press, 2018 (Hrsg. zusammen mit Debra J. Davidson).
- Green European: Environmental Behaviour and Attitudes in Europe in a Historical and Cross-Cultural Comparative Perspective. London: Routledge, 2017 (Hrsg. zusammen mit Audrone Telesiene).
- Experimentelle Gesellschaft: Das Experiment als wissensgesellschaftliches Dispositiv. Baden-Baden: Nomos, 2017 (Hrsg. zusammen mit Stefan Böschen und Wolfgang Krohn).
- Routledge International Handbook of Ignorance Studies. London: Routledge, 2015 (Hrsg. zusammen mit Linsey McGoey).
- Renewable Energies. London: Routledge, 2015 (Key Ideas Series; zusammen mit Rüdiger Mautz).
- Experimentelles Nichtwissen: Umweltinnovationen und die Grenzen sozial-ökologischer Resilienz. Bielefeld: Transcript, 2014 (Reihe Science Studies).
- Handbuch Umweltsoziologie. Wiesbaden: VS Verlag, 2011 (Hrsg.).
- Ignorance and Surprise: Science, Society, and Ecological Design. Cambridge, MA: MIT Press, 2010 (Inside Technology Series).
- Environmental Sociology: European Perspectives and Interdisciplinary Challenges. Dordrecht: Springer, 2010 (Hrsg. zusammen mit Harald Heinrichs).
- Natur. Bielefeld: Transcript, 2006 (Reihe Einsichten: Themen der Soziologie).
- Realexperimente: Ökologische Gestaltungsprozesse in der Wissensgesellschaft. Bielefeld: Transcript, 2005 (Reihe Science Studies; zusammen mit Holger Hoffmann-Riem und Wolfgang Krohn).
- Inventing Nature: Ecological Restoration by Public Experiments. Lanham, MD: Lexington Books, 2003.
- Die Natur der Gesellschaft: Eine Geschichte der Umweltsoziologie. Weinheim: Juventa Verlag, 2001.